# エアロポリス2001

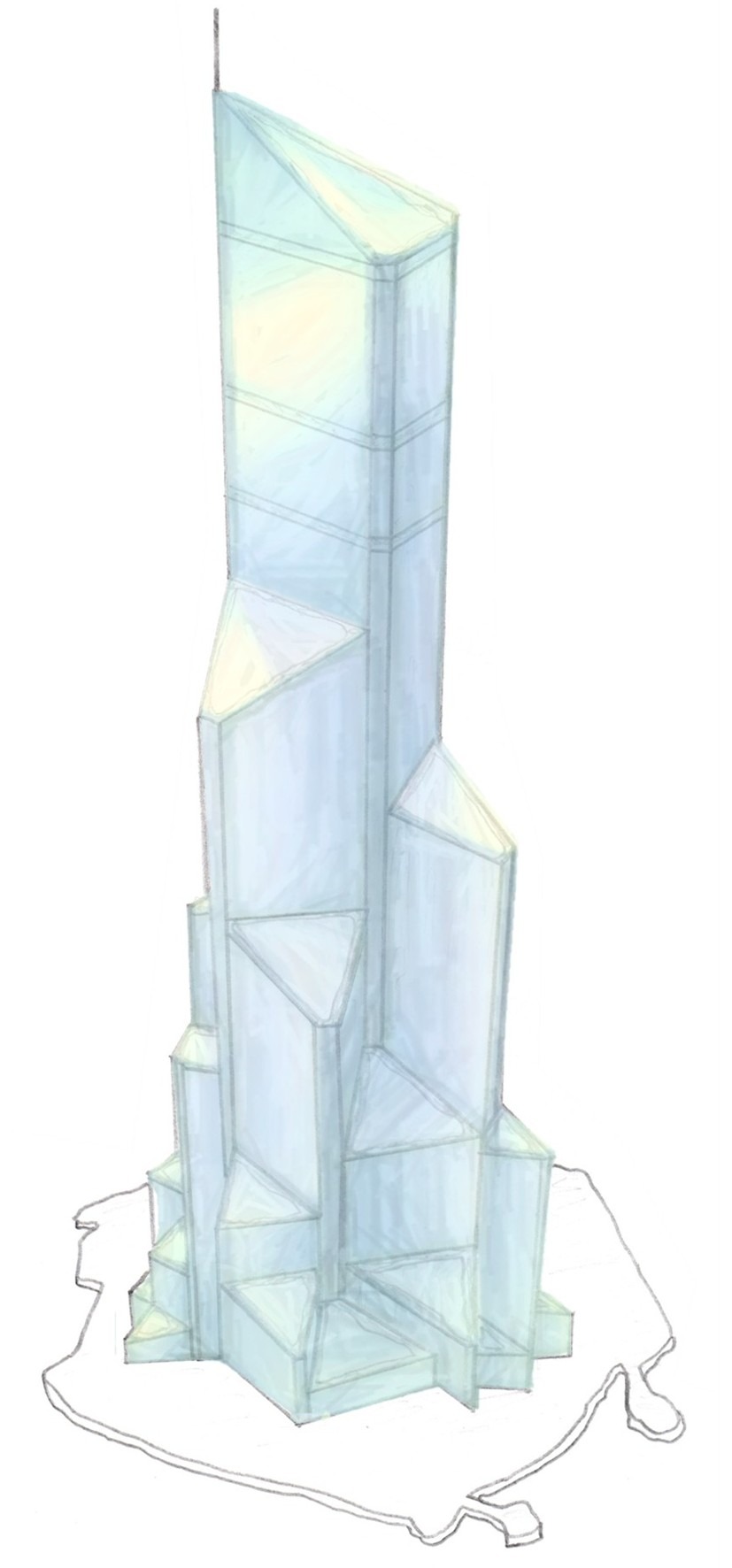
エアロポリス2001の全体イメージ

エアロポリス2001 (Aeropolis 2001) とは、大林組が1989年に打ち出した高さ2001m、500階建てのハイパービルディング構想のことである。
東京湾上（浦安沖10km）に直径740mの人工島を建造してその上に建設することを想定しており、工費は46兆円、工期は25年かかるとされる。構想通りに建設された場合、ニューヨークにあったワールドトレードセンターの5倍で、エベレストの四分の一という高さになる。

## 概要

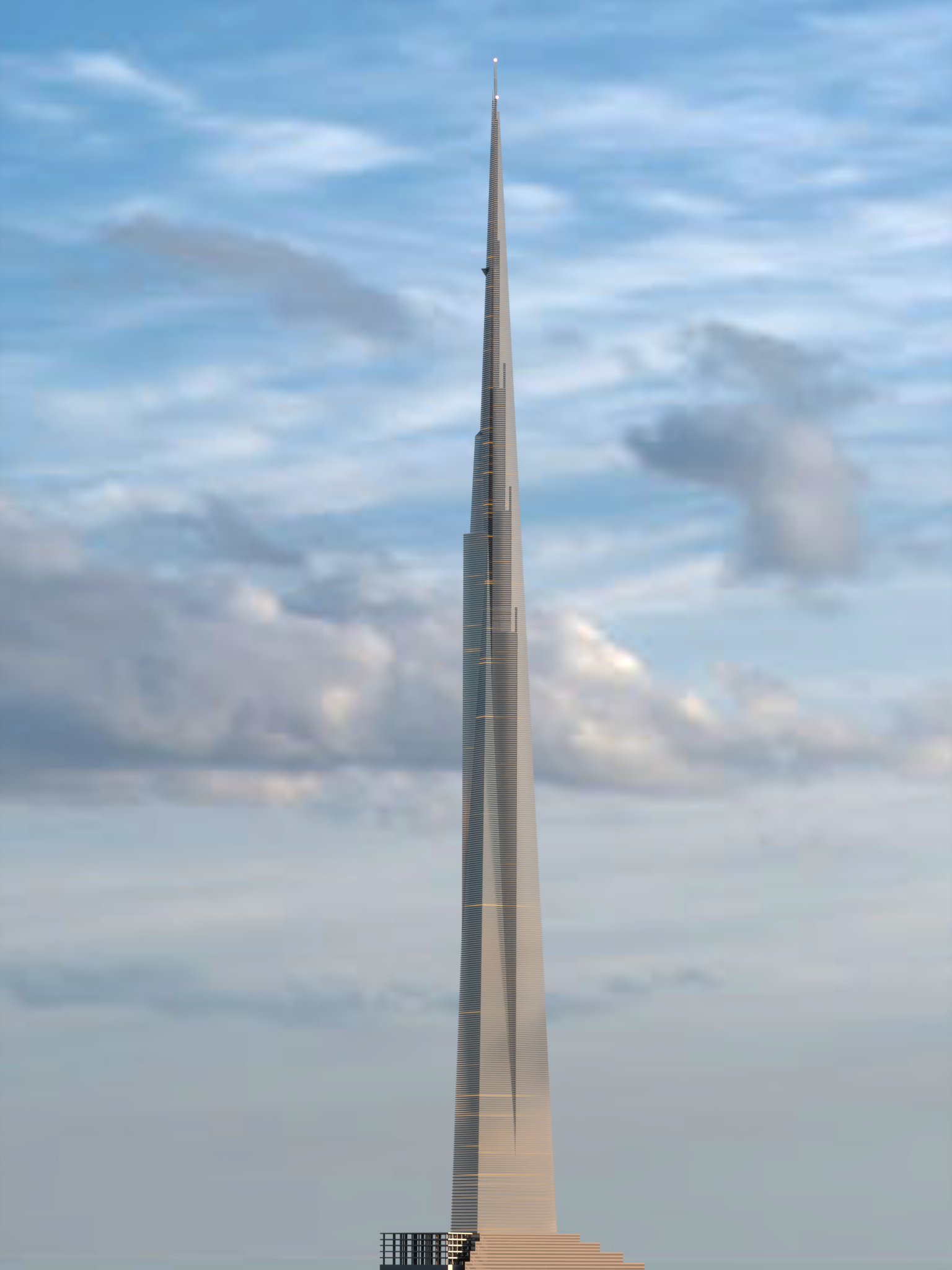
元となったマイル・ハイの完成予想図

1956年にフランク・ロイド・ライトが発案した高さ1マイル（約1600m）のビル計画「マイル・ハイ」から着想し、大林組の最先端技術を結集した超々高層ビルの提案として発表されたプランで、浦安沖約10kmの位置に21世紀のシンボルにふさわしく高さ2001m・500階建・床面積1100万平米の規模で建設する想定とした。
最上階から最下層まではわずか15分で往来できるリニアモーター式の高速エレベーター「シャトルエレベーター」を幹線ルートに設置する計画とし、これを使用し数階行き来するだけでオフィスや住居の他、映画館・レストラン・学校・病院・郵便局といった各施設の移動を可能としている。この他「ローカルエレベーター」として従来型のロープ式エレベーターを設ける事とした。
この他緑化されたフロアも設置され、そこでは子供とオフィスワーカーが一緒に昼食を食べることも可能となる。万一、火災が発生し初期消火に失敗した場合は専用シャフト経由で急行するロボットによって消火活動がなされる。
交通アクセスとしては東京国際空港-エアロポリス-千葉市-新東京国際空港のルートでリニアシャトルと高速道路、新宿-東京臨海部-エアロポリス-勝浦/鴨川のルートで郊外住宅地やリゾート地へのアクセス鉄道、横須賀・横浜・浦安・習志野といった東京湾岸の主要都市への高速フェリーが計画された。

## 構造
平面構造は一辺100mの正三角形を基本とし、各頂点を結ぶライン上に各施設を配置し、上層部から順に螺旋状にユニットを増殖させ面積配分は地上から500mが50%、500-1000mが28%、1000-1500mが15%、1500-2001mが7%となっている。
立体構造は1つのユニットに付き三角形の頂点となる頂部直径20m・脚部直径50m・高さ100mの柱の間に高さ80mのサブストラクチャーを入れた大型梁により構成される巨大架構方式のユニット（スーパーサブストラクチャー）とする。下層の3階部分の人工地盤はスカイデッキとして自然光集光装置や人工照明の演出を施したアトリウムや文化・商業・娯楽施設を設けつつ非常時のシェルター機能を備え、上部の17階は中央部を吹き抜けとしてサブストラクチャーにオフィスや住居を設け1ゾーンに業務・居住・商業・公共施設をバランスよく混在させ都市としての融合性を持たせており、建物全体の固有周期15-20秒にサブストラクチャーの固有周期1秒を加え免震効果を持たせている。
強風時の対策として頂上の下部に水槽式によるパッシブ制振・アクティブ制震、水噴射によるアクティブ噴射システムを用いる事とした。

## 建築諸元
- 高さ：2001m[3]
- 有効床面積：1100万平方メートル[3]
- 就業人口：30万人[3]
- 居住人口：14万人[3]
- 工期：基礎工事7年（一部12年）・地上建築工事18年[3]
  - 第1期工期（高さ320m）：15年
  - 第2期工期（高さ960m）：20年
  - 第3期工期（高さ2001m）：25年
- 総工費：46兆6300億円[3]
  - 土木工事：6兆6300億円
  - 上部建築工事：25兆3800億円
  - 設備工事：14兆4500億円

## 参考資料
- Soars, John & Liz. "Unit 9". Headway pre-intermediate, pp. 65